# Camilo Becerra
Camilo Becerra (10 ottobre 1980) è un nuotatore colombiano.
Specializzato nello stile libero, ha partecipato alle Olimpiadi di Sydney 2000 e Atene 2004.